# Marta Nieto
Marta Nieto Martínez (Murcia, 31 de enero de 1982) es una actriz y directora de cine española.

## Biografía

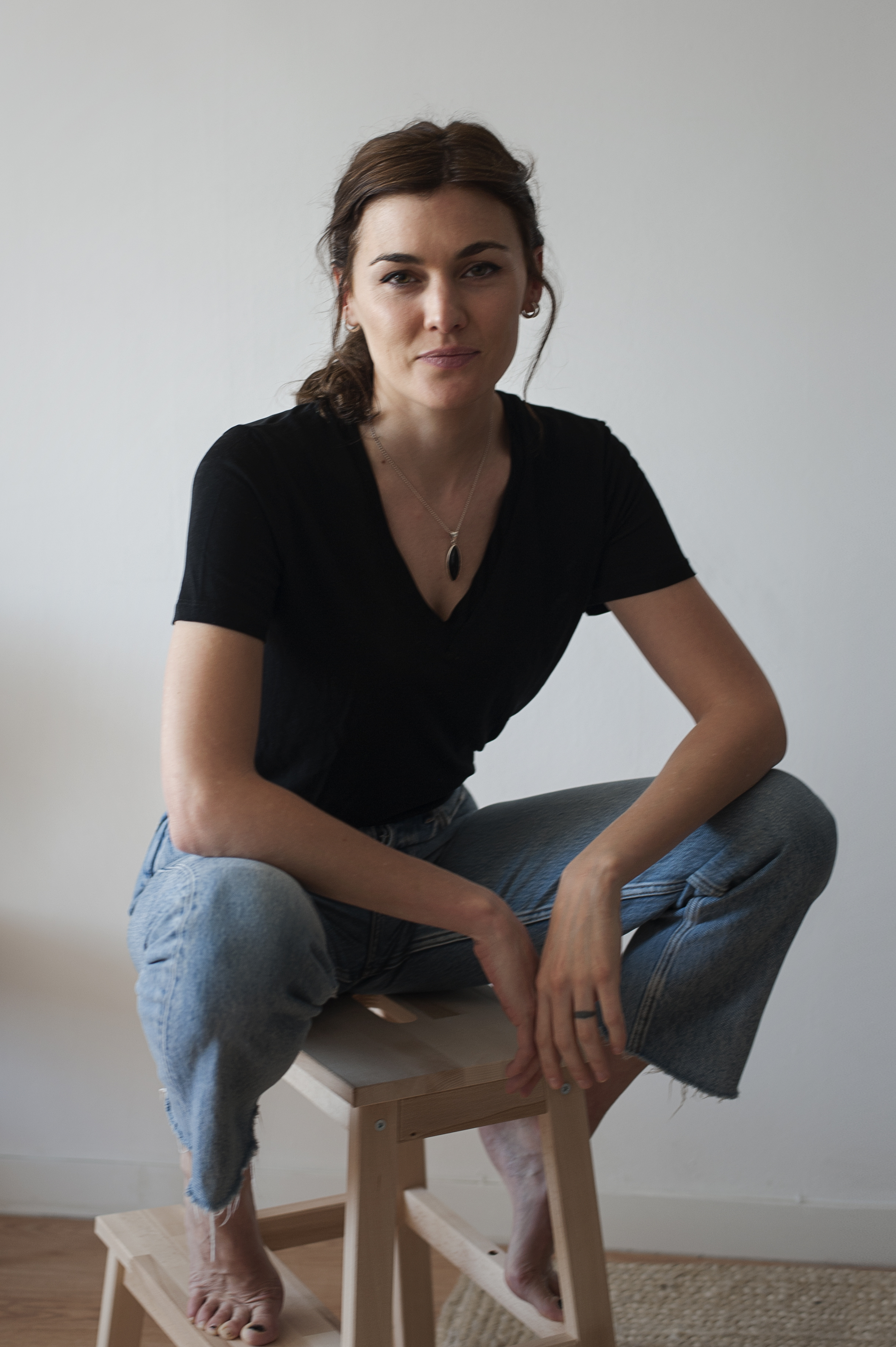
Marta Nieto en foto de estudio

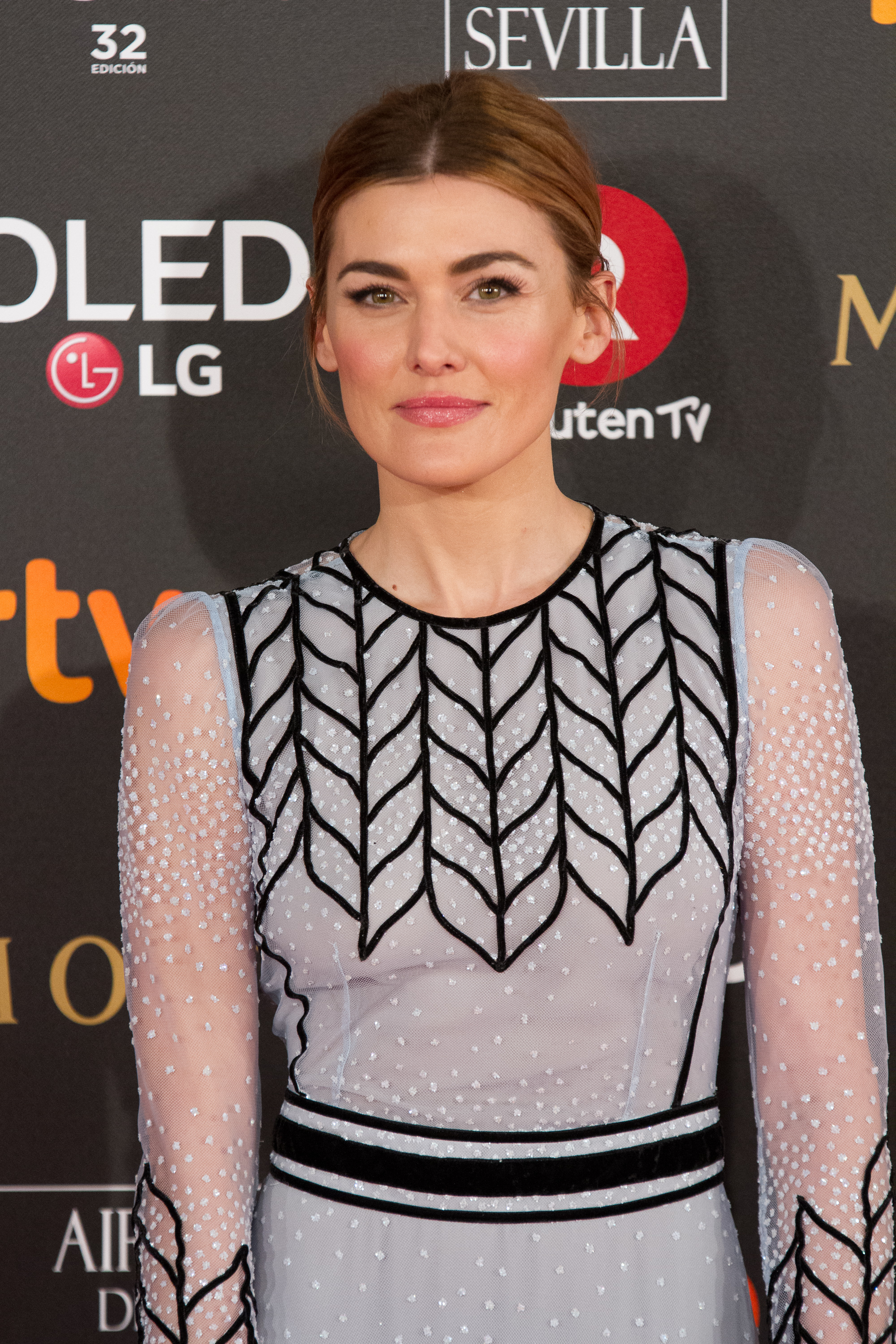
Marta Nieto en los Premios Goya 2018

Marta Nieto en La Mostra de Venecia de 2021

Como actriz fue descubierta por Antonio Banderas en 2006 para su primer largometraje como director, El camino de los ingleses. Una década después, tras curtirse en diferentes trabajos en cine y televisión, llegaría su trabajo con mayor repercusión internacional: el cortometraje Madre (2017) que fue nominado en 2019 a los premios Oscar.
En septiembre de 2019 fue reconocida con el premio a la mejor actriz de la sección Horizontes, la segunda más importante de la Mostra Internacional de Cine de Venecia, por su papel en la película Madre de Rodrigo Sorogoyen y ganadora por su papel en dicha película a la mejor interpretación femenina en el Festival de Cine Europeo de Sevilla y en los premios Forqué.
Tras la proyección internacional alcanzada con Madre (película de 2019), rueda dos proyectos en Francia, Tropique de Édouard Salier y Visions de Yann Gozlan, y uno en Italia, Lasciarsi un giorno a Roma, de Edoardo Leo.
Ganadora en 2023 del Premios Max de teatro por su papel protagonista en La Infamia de Lydia Cacho, con dramaturgia de José Martret. Ese mismo año encadena otro gran proyecto teatral, Vania x Vania, de Pablo Remón, dos acercamientos diferentes al clásico Tío Vania.
En octubre de 2024 presenta a competición oficial en la Semana Internacional de Cine de Valladolid su Ópera Prima como directora, La mitad de Ana, producida por María Zamora (Elástica Films) y participada por Televisión Española.

## Filmografía

### Cine

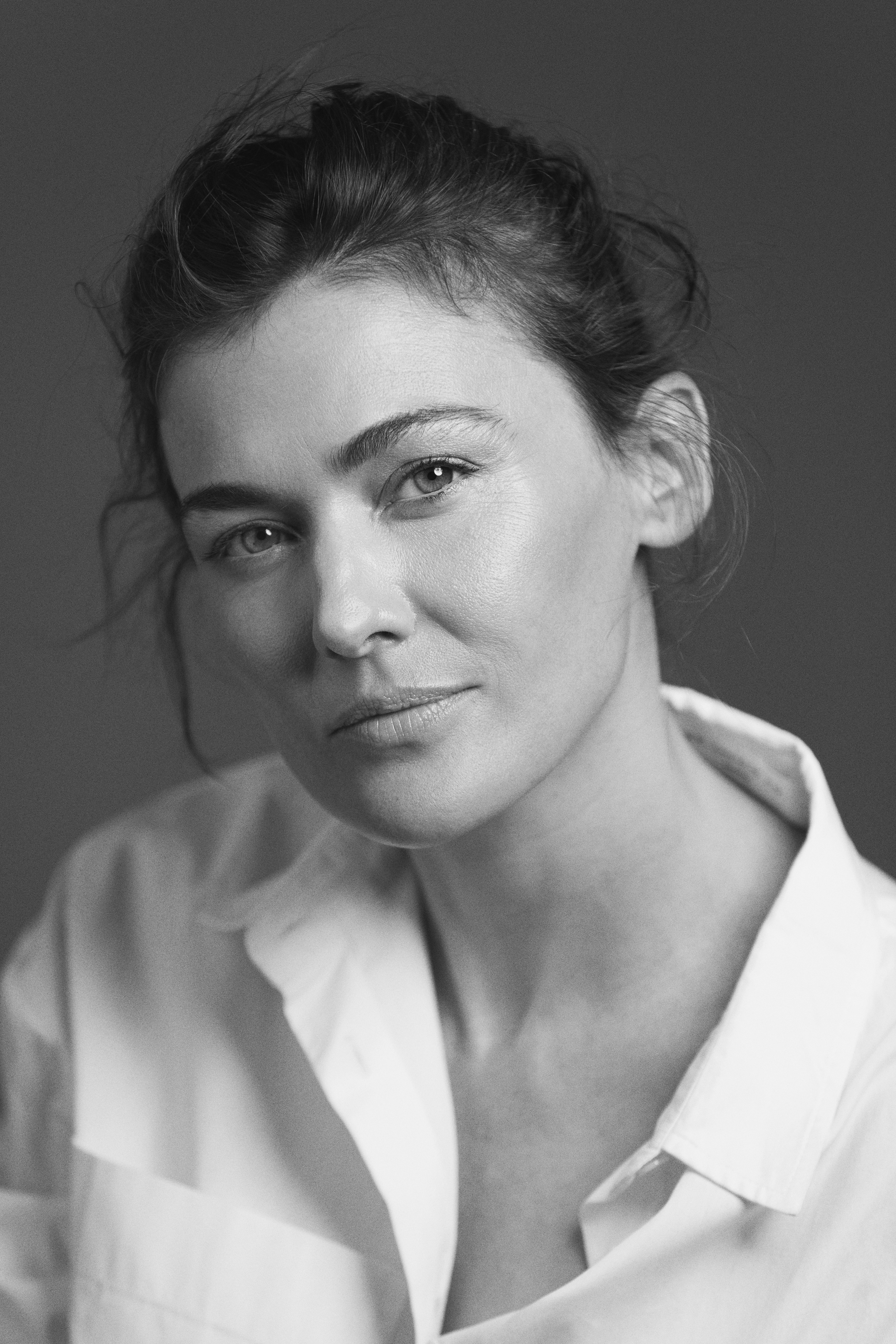
Retrato de Marta Nieto

| Año  | Título                       | Personaje  | Dirección           |
| ---- | ---------------------------- | ---------- | ------------------- |
| 2003 | Terror global                | Lola       | Bryan Goeres        |
| 2006 | El camino de los ingleses    | La Cuerpo  | Antonio Banderas    |
| 2007 | Café solo o con ellas        | María      | Álvaro Díaz Lorenzo |
| 2008 | 8 citas                      | María      | Peris Romano        |
| 2013 | Combustión                   | Carla      | Daniel Calparsoro   |
| 2014 | La despedida                 | Mónica     | Álvaro Díaz Lorenzo |
| 2019 | Litus                        | Su         | Dani de la Orden    |
| 2019 | Madre                        | Elena      | Rodrigo Sorogoyen   |
| 2020 | Cosmética del enemigo        | Isabelle   | Kike Maíllo         |
| 2020 | La cripta, el último secreto | Leonor     | Pablo Ibáñez Pérez  |
| 2021 | Tres                         | C.         | Juanjo Giménez      |
| 2021 | Lasciarsi un giorno a Roma   | Zoe        | Edoardo Leo         |
| 2022 | Edén                         | Lidia      | Estefanía Cortés    |
| 2023 | Verano en rojo               | María Ruiz | Belén Macías        |
| 2023 | La Manzana de Oro            | Nívea      | Jaime Chávarri      |
| 2023 | ¡Salta!                      | Elena      | Olga Osorio         |
| 2023 | Tropic                       | Mayra      | Édouard Salier      |
| 2023 | Visions                      | Anna       | Yann Gozlan         |
| 2024 | La mitad de Ana              | Ana        | Ella misma          |

### Televisión
| Año       | Título                             | Personaje                 | Cadena     | Notas                           |
| --------- | ---------------------------------- | ------------------------- | ---------- | ------------------------------- |
| 2005      | Hospital Central                   | Fátima                    | Telecinco  | 1 episodio                      |
| 2005      | Motivos personales                 | Rita                      | Telecinco  | Elenco recurrente; 2 episodios  |
| 2006      | Mesa para cinco                    | Nina                      | laSexta    | Elenco recurrente; 4 episodios  |
| 2006      | Cuéntame cómo pasó                 | Mónica                    | La 1       | 1 episodio                      |
| 2006      | Películas para no dormir: La culpa | Embarazada                | FDF        | Telefilme                       |
| 2006      | Vida robada                        | Rosa                      | TV3        | Telefilme                       |
| 2007-2009 | Hermanos y detectives              | Carmen                    | Telecinco  | Elenco principal; 26 episodios  |
| 2008      | Generación DF                      | Mar                       | Antena 3   | Elenco principal; 5 episodios   |
| 2009      | Los hombres de Paco                | Marga                     | Antena 3   | Elenco recurrente; 4 episodios  |
| 2010      | Karabudjan                         | Ana Muro                  | Antena 3   | Elenco principal; 6 episodios   |
| 2013      | El don de Alba                     | Victoria                  | Telecinco  | 1 episodio                      |
| 2013      | Frágiles                           | Marta                     | Telecinco  | 1 episodio                      |
| 2013-2015 | Cuéntame cómo pasó                 | Estefanía                 | La 1       | Elenco recurrente; 15 episodios |
| 2014      | Ciega a citas                      | Natalia Valdecantos       | Cuatro     | Elenco principal; 140 episodios |
| 2015      | Los nuestros                       | Marta                     | Telecinco  | 1 episodio                      |
| 2015      | Mar de plástico                    | Jueza                     | Antena 3   | Elenco recurrente; 4 episodios  |
| 2016      | El Caso: Crónica de sucesos        | Elvira                    | La 1       | 1 episodio                      |
| 2016      | El hombre de tu vida               | Luz                       | La 1       | 1 episodio                      |
| 2016      | El Ministerio del Tiempo           | Isabel de Portugal        | La 1       | 1 episodio                      |
| 2018      | Vergüenza                          | Andrea                    | #0         | Elenco recurrente; 6 episodios  |
| 2019      | Vis a vis                          | Consolación Utrilla Pérez | FOX España | 1 episodio                      |
| 2019      | Secretos de Estado                 | Elena Llanos              | Telecinco  | Elenco recurrente; 8 episodios  |
| 2020      | Caronte                            | Cleo Torres-Soler         | Telecinco  | 1 episodio                      |
| 2020      | En casa                            | Sara                      | HBO España | 1 episodio                      |
| 2022      | Feria: la luz más oscura           | Elena                     | Netflix    | 8 episodios                     |

Teatro
| Año  | Obra                   | Autor       | Personaje   |
| ---- | ---------------------- | ----------- | ----------- |
| 2015 | El Burlador de Sevilla | Darío Facal | Duquesa     |
| 2021 | La Infamia             | Lydia Cacho | Lydia Cacho |
| 2023 | Vania x Vania          | Pablo Remón | Elena       |

## Premios y reconocimientos
Premios Max
| Año  | Categoría                 | Obra       | Resultado           |
| ---- | ------------------------- | ---------- | ------------------- |
| 2023 | Mejor Actriz Protagonista | La Infamia | Ganadora (Ex Aequo) |

Premios Goya
| Año  | Categoría                 | Película | Resultado |
| ---- | ------------------------- | -------- | --------- |
| 2020 | Mejor actriz protagonista | Madre    | Nominada  |

Festival de Cine Europeo de Sevilla
Festival de Cine Europeo de Sevilla
| Año  | Categoría    | Película | Resultado |
| ---- | ------------ | -------- | --------- |
| 2019 | Mejor actriz | Madre    | Ganadora  |

Medallas del Círculo de Escritores Cinematográficos
| Año  | Categoría    | Película | Resultado | Ref.  |
| ---- | ------------ | -------- | --------- | ----- |
| 2019 | Mejor actriz | Madre    | Ganadora  | [ 7 ] |

Premios Sant Jordi
| Año  | Categoría                         | Película    | Resultado | Ref.  |
| ---- | --------------------------------- | ----------- | --------- | ----- |
| 2019 | Mejor actriz en película española | Madre Litus | Ganadora  | [ 8 ] |

Festival Internacional de Cine de Venecia
| Año  | Sección    | Categoría    | Película | Resultado | Ref.  |
| ---- | ---------- | ------------ | -------- | --------- | ----- |
| 2019 | Horizontes | Mejor actriz | Madre    | Ganadora  | [ 9 ] |

Premios Forqué
| Año  | Categoría                 | Película | Resultado |
| ---- | ------------------------- | -------- | --------- |
| 2020 | Mejor actriz protagonista | Madre    | Ganadora  |
| 2022 | Mejor actriz protagonista | Tres     | Nominada  |

Premios Feroz
| Año  | Categoría                 | Película | Resultado |
| ---- | ------------------------- | -------- | --------- |
| 2020 | Mejor actriz protagonista | Madre    | Nominada  |
| 2022 | Mejor actriz protagonista | Tres     | Nominada  |

Premios Fugaz al cortometraje español
| Año  | Categoría    | Cortometraje | Resultado |
| ---- | ------------ | ------------ | --------- |
| 2018 | Mejor actriz | Madre        | Ganadora  |